# Архиепархия Виндхука

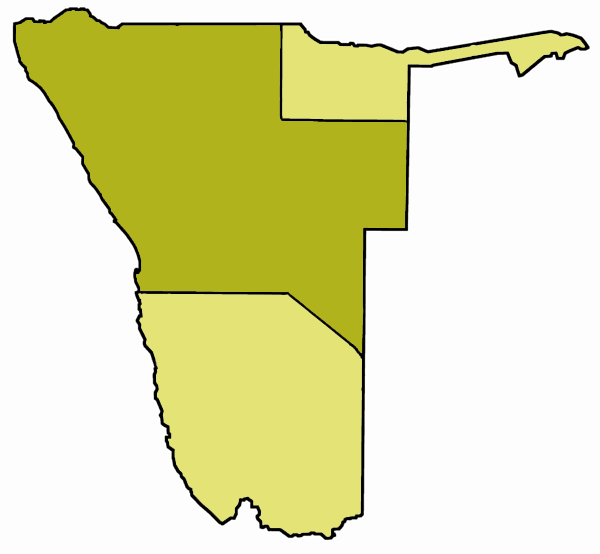
Карта архиепархии Видхука (отмечена тёмно-зелёным)

Архиепархия Виндхука (лат. Archidioecesis Vindhoekensis) — архиепархия Римско-Католической церкви с центром в городе Виндхук, Намибия. В митрополию Виндхука входят епархия Китмансхупа. Кафедральным собором является церковь Пресвятой Девы Марии.

## История
1 августа 1892 года Святой Престол учредил апостольскую префектуру Нижней Кимбебасии, выделив её из апостольской префектуры Кимбебасии (упразднена в 1940 году) и апостольского викариата Двух Гвиней (сегодня — Архиепархия Либревиля).
10 января 1921 года Конгрегация по делам епископов издала декрет «Quo in nonnullis», которым переименовал апостольскую префектуру Нижней Кимбебасии в апостольскую префектуру Кимбебасии.
11 мая 1926 года Римский папа Пий XI издал бреве «Tanquam sublimi», которым преобразовал апостольскую префектуру Кимбебасии в апостольский викариат Видхука.
2 апреля 1959 года апостольский викариат Видхука передал часть своей территории для новой апостольской префектуры Бечуналенда (сегодня — Епархия Габороне).
14 марта 1994 года Римский папа Иоанн Павел II выпустил буллу «Vigili quidem», которой возвёл апостольский викариат Вихука в ранг архиепархии и передал часть его территории для нового апостольского викариата Рунду.

## Ординарии архиепархии
- епископ Eugenio Klaeyle O.M.I.[1] (1892—1921);
- епископ Joseph Gotthardt O.M.I. (февраль 1921 — 20.03.1961);
- епископ Rudolf Johannes Maria Koppmann O.M.I. (20.03.1961 — 29.11.1980);
- архиепископ Bonifatius Haushiku I.C.P. (29.11.1980 — 12.06.2002);
- архиепископ Liborius Ndumbukuti Nashenda O.M.I. (21.09.2004 — по настоящее время).

## Источник
- Annuario Pontificio, Libreria Editrice Vaticana, Città del Vaticano, 2003, ISBN 88-209-7422-3
- Декрет Quo in nonnullis Архивная копия от 3 марта 2016 на Wayback Machine, AAS 13 (1921), стр. 146
- Бреве Tanquam sublimi Архивная копия от 27 марта 2010 на Wayback Machine, AAS 18 (1926), стр. 378
- Булла Vigili quidem Архивная копия от 17 мая 2014 на Wayback Machine  (лат.)